# Andra polska kriget

Porträtt på Karl IX från 1600-talet, Skoklosters slott.

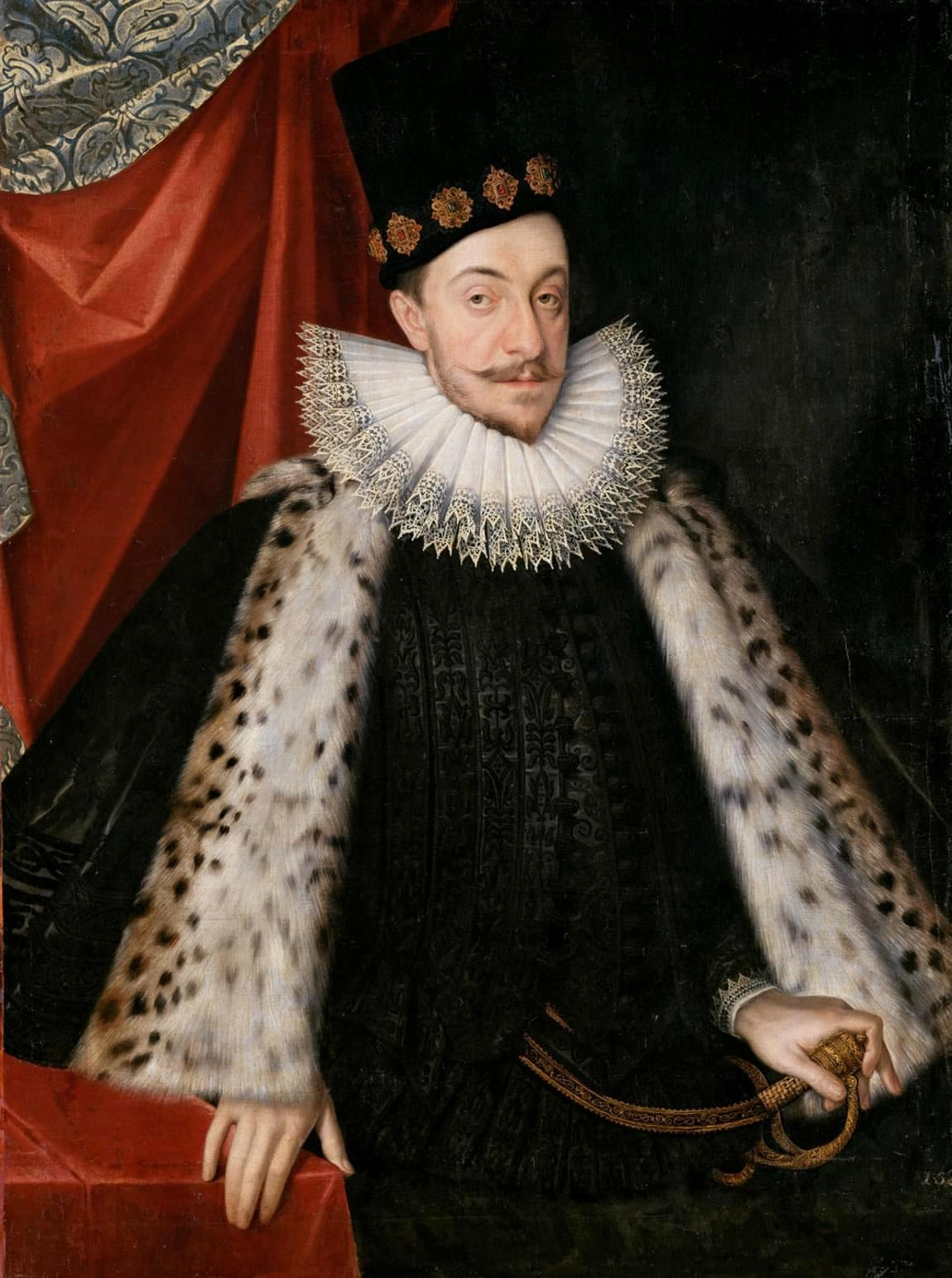
Sigismund Wasa, 1587–1632 kung i Polen, 1592–1599 kung i Sverige (Målning av Martin Kober)

Andra polska kriget pågick 1600-1629, och var en del av maktkampen kring den svenska kronan mellan svensk-polske kung Sigismund och svenske kung Karl, samt senare även Gustav II Adolf. Kriget räknas som en självständig fortsättning på stridigheterna efter avsättningskriget mot Sigismund, varmed Sigismund förlorade kontrollen över Sverige till hertig Karl.

## Bakgrund
Slutet på avsättningskriget mot Sigismund närmade sig när hertig Karl i maj 1599 intog Kalmar slott. Under sommaren 1599 genomfördes en offensiv mot med Sigismund kungatrogna trupper i Finland, och först sedan dessa besegrats i slutet av september och räkningen med de oppositionella svenskarna gjorts upp genom Linköpings blodbad, kunde hertigen på allvar börja planera för en egen större offensiv under eget initiativ bortom svenskt fastlandsterritorium.

## Kriget i Livland
I juli 1600 anlände hertig Karl med sina trupper till Reval, och det så kallade andra polska kriget kunde börja. Han sände snabbt trupper till Narva och Dorpat för att förvissa sig om kontrollen över Svenska Estland. Hertigen själv marscherade mot Pernau, som efter några veckor föll i hans hand. De svenska trupperna hade stora framgångar, då polackerna var alldeles oförberedda, och hela Livland ned till floden Düna ockuperades.
Riga belägrades, men utan stöd från flottan, vilken ännu inte anlänt. Utan den kunde ingen attack mot den starkt befästa staden företas. Flottans ankomst dröjde till hösten 1601, och sjukdomar och missväxt hade under sommaren 1601 lett till svåra förluster för de svenska trupperna, och man beslutade därför att häva belägringen och dra sig tillbaka till Estland.
Samma höst anlände den polska huvudhären till Livland, och började en belägring av Wolmar. Man fick dock vänta en månad innan belägringsartilleri anlände, och då den stränga vinterkylan och hårda tjälen satte hinder i vägen för grävandet av skyttegravar gick anfallet trögt. Tre månader lyckades staden hålla ut, som försvarades av Jakob De la Gardie och Carl Carlsson Gyllenhielm, innan Zamoisky lyckats skjuta en bräsch i stadsvallarna och stormade staden, varvid svenskarna måste dra sig tillbaka till slottet. Efter förhandlingar tilläts de svenska trupperna avtåga med vapen och fanor, men förråden skulle tillfalla polackerna och de båda befälhavarna ge sig fångna.
Efter detta hade polackerna under ledning av Zamoisky stora framgångar i kriget, och hade troligen kunnat föra sin offensiv över till Finland, om inte uppror i Polen gjort att resurser måste avsättas dit, och Zamisky fick dåligt med förstärkningar. 1605 efter riksdagen i Stockholm lät Karl IX skicka en ny armé med en flotta om 40 skepp till Estland. Så fort han fått sitt folk iland intog han Dünamünde och vände sig sedan mot Riga, som han nu fordrade skulle ge sig. Den polske befälhavaren, som nu var Jan Karol Chodkiewicz, stod vid Dorpat i östra Livland, men skyndade mot Riga för att möta svenskarna. Under vägen fick han veta att Anders Lennartsson var på väg till kungen med 4.000 man, och han beslöt sig för att förekomma honom. De båda härarna möttes på vägen mot Pernau, och svenskarna led en del förluster, men lyckades slå sig igenom och nådde kungen vid Riga.
Då Chodkiewicz var för svag för att angripa den svenska hären slog han läger vid Yxkull, varifrån han hade tre mil till Riga och kunde följa utvecklingen där, och samtidigt enkelt ta emot förstärkningar från Polen. Då Karl IX fick vetskap om polackernas ställningar vid Yxkull beslutade han sig för att angripa de underlägsna polska trupperna, som han trodde sig enkelt kunna besegra. Detta ledde till det katastrofala nederlaget i slaget vid Kirkholm 17 september 1605.
I Polen ledde dock konflikter och missnöje med Sigismunds styre till att segern inte kunde utnyttjas, och sakta med säkert lyckades Sverige återerövra sina områden i Estland. Sedan Polen kommit i krig med Ryssland, ingicks 1609 en allians mellan Sverige och Ryssland, vilket förde striderna bort från svenskt område.
I juni 1612 ingicks ett stilleståndsavtal som förlängdes i omgångar fram till 20 januari 1616. Ganska obetydliga strider förekom under de följande åren, och 1618 slöts ett nytt stillestånd, fram till den 29 september 1620. Sverige inledde i början av 1621 en framgångsrik offensiv mot Baltikums viktigaste stad Riga. 
Senare utspelas kriget under svensk ledning av Gustav II Adolf i de återstående polskkontrollerade delarna av Livland som hamnade under svensk kontroll. Därefter drog svenskarna in i Ostpreussen varvid flera tidigare polskkontrollerade städer med tysk befolkning kom att erövras av svenskarna.
Den 23 maj 1627 försökte Gustaf II Adolf och hans styrkor korsa floden Wisła nattetid i ett försök att inta Käsemark skans. I en av båtarna fanns förutom kungen, Per Brahe och fyra livknektar. Båten utsattes för tung fientlig eld och Gustaf Adolf blev sårad och båten blev skadad av kulorna. Kungen och styrkan blev tvungen att återvända till motsatta stranden. 
Sverige gick segrande ur kriget. När svenskarna i tre år hållit de preussiska hamnarna spärrade, så att polackerna inte kunde få sin spannmål såld, kunde dessa inte uthärda längre. Svenskarna hade, som Axel Oxenstierna uttryckte sig, "fått fienden så i säcken, att han måste på sistone tigga freden". Sigismund tvingades finna sig i att underhandla om stillestånd med den svenske "troninkräktaren".
Det fanns dock krafter som eggade den polske konungen att fortsätta kampen. De andra katolska makterna var angelägna att hålla de svenska stridskrafterna bundna i kriget emot Polen eftersom de fruktade, såsom tyske kejsarens härförare Albrecht von Wallenstein yttrade redan år 1627, att svenskarna annars skulle bli dem "en mycket argare fiende än turken". De habsburgska makternas motståndare å sin sida såg i Gustav Adolf "en ny uppgående sol" – såsom kardinal Richelieu, Frankrikes store statsman och ledare på denna tid, uttryckte det. Därför var dessa makter lika ivriga att få svenskarnas stridskrafter lösgjorda från kampen med Polen. Av denna anledning blev det Frankrike och England som tog de första stegen till underhandlingar om stillestånd genom att uppträda som medlare. Deras sändebud lyckades så småningom leda förhandlingarna fram till det sexåriga stilleståndet i Altmark år 1629, enligt vilket Sverige fick behålla Livland samt uppbära de rika tullinkomsterna i Preussens hamnar från Kurland ända till Danzig. Rollen som "Polens portvakt" fördubblade i ett slag svenska statens inkomster.
Lärdomarna från kampanjen hade avgörande betydelse för den svenska krigskonstens utveckling vilket visade sig vid Sveriges kommande engagemang i trettioåriga kriget i Tyskland.

## Fältslag under kriget

### Första skedet
- Slaget vid Karksi den 29 september 1600 (polsk seger)
- Slaget vid Wenden den 7 januari 1601 (polsk seger)
- Slaget vid Kokenhusen den 17 juni 1601 (polsk seger)
- Slaget vid Reval den 30 juni 1602 (polsk seger)
- Slaget vid Rakvere den 5 mars 1603 (polsk seger)
- Slaget vid Weissenstein den 15 september 1604 (polsk seger)
- Slaget vid Kirkholm den 17 september 1605 (överlägsen polsk seger, mycket stora svenska förluster)
- Slaget vid Salis den 23 mars 1609 (polsk seger)
- Slaget vid Gauja den 6 oktober 1609 (polsk seger)

### Andra skedet
Svensk offensiv i Baltikum efter ett längre stillestånd. 
- Slaget vid Riga den 15 september 1621 (strategiskt viktig svensk seger, Riga erövrades)

### Tredje skedet
Svensk offensiv i baltikum och in i polska vasallstaten Preussen.
- Slaget vid Wallhof den 8 januari 1626 (svensk seger)
- Slaget vid Mewe den 21 september 1626 (svensk seger, belägringen av Danzig upprätthölls)
- Slaget vid Hammerstein den 13 april 1627 (polsk seger)
- Slaget vid Grebin i juni 1627 (svensk seger)
- Slaget vid Dirschau den 8 augusti 1627 (Gustav II Adolf sårades, ingen tydlig segrare)
- Slaget på Danzigs redd den 18 november 1627 (viktig polsk seger, sjöblockaden av Danzig hävdes)
- Slaget vid Danzig den 15 juli 1628 (svensk seger där svenska fältarmén med beskjutning från land sänkte flera fartyg i polska flottan)
- Slaget vid Osterode den 14 oktober 1628 (polsk seger)
- Slaget vid Gurzno den 2 februari 1629 (svensk seger)
- Slaget vid Trzciana den 25 juni 1629 (polsk seger)